# Hubbard (Nebraska)
Hubbard es una villa ubicada en el condado de Dakota en el estado estadounidense de Nebraska. En el Censo de 2010 tenía una población de 236 habitantes y una densidad poblacional de 548,92 personas por km².

## Geografía
Hubbard se encuentra ubicada en las coordenadas 42°23′9″N 96°35′29″O / 42.38583, -96.59139. Según la Oficina del Censo de los Estados Unidos, Hubbard tiene una superficie total de 0.43 km², de la cual 0.43 km² corresponden a tierra firme y (0%) 0 km² es agua.

## Demografía
Según el censo de 2010, había 236 personas residiendo en Hubbard. La densidad de población era de 548,92 hab./km². De los 236 habitantes, Hubbard estaba compuesto por el 91.53% blancos, el 0% eran afroamericanos, el 0% eran amerindios, el 0% eran asiáticos, el 2.54% eran isleños del Pacífico, el 5.51% eran de otras razas y el 0.42% pertenecían a dos o más razas. Del total de la población el 5.51% eran hispanos o latinos de cualquier raza.